# Всеволодово
Все́володово (рос. Всеволодово) — присілок у складі Електростальського міського округу Московської області, Росія.

## Населення
Населення — 2959 осіб (2010; 74 у 2002).
Національний склад (станом на 2002 рік):
- росіяни — 85 %